# 利根橋
利根橋（とねばし）は、群馬県前橋市石倉町1丁目と同紅雲町1丁目の間の利根川に架かる群馬県道109号石倉前橋停車場線の道路橋である。上流側にある群馬大橋の旧橋である。

## 歴史
1885年（明治18年）に初代利根橋が架橋された。当時としては珍しい通行料が無料の大橋で無賃橋とも呼ばれていた。
橋長は183 m、幅員は7.3 mで、長さ55 mとなる支間長約27 mの2連の下路式の木鉄混合構橋（ハウトラス橋）と長さと127 mとなる支間長約13 mの10連の木造桁橋（木橋）を組み合わせている。橋脚は石造、橋台は煉瓦積である。この橋は木造桁橋部分が老朽化したため老朽化部分を架け直し、2代目利根橋として1895年（明治28年）6月完成したが翌年7月に発生した水害により流失した。
その後1901年（明治34年）8月21日に完成した3代目利根橋は橋長196.3 m、幅員4.9 m、支間長63.96 mの3径間の下路式の米国Carnegie社製ピン結合平行弦プラットトラス橋の鋼橋である。下部工は橋台は杭基礎、橋脚は井筒基礎である。この橋は1947年〜1949年（昭和22年〜昭和24年）の台風による水害を受け2号橋脚が洗掘によって傾いたため、1954年（昭和28年）上流側に群馬大橋が竣工されたことにより歩道橋に転用された後、1963年（昭和38年）に撤去された。
そして、1966年（昭和41年）3月開通した現在の橋は4代目である。現在の橋の構造形式は3径間鋼連続箱桁橋で長さは199.8 m、幅員は10.4～10.9 m、最大支間長は90 m（径間割54.55 m＋90 m＋54.55 m）である。 上部工は汽車製造で、下部工は大豊建設である。架設当初は幅員6.4 mで歩道は無かったが、1974年（昭和49年）幅員2 mの歩道を橋の両側に増設するため拡幅された。

## 周辺
- 両毛線
- 石倉町会館
- 長昌寺
- 厳島神社
- 長昌寺保育園
- 前橋刑務所公務員宿舎
- 「利根橋西詰」停留所
- 「紅雲町1丁目」停留所
- 利根橋公園
- 前橋石倉郵便局

## 隣の橋
- 利根川

中央大橋 - 群馬大橋 - 利根橋 - 両毛線利根川橋梁 - 平成大橋